# Пілястра

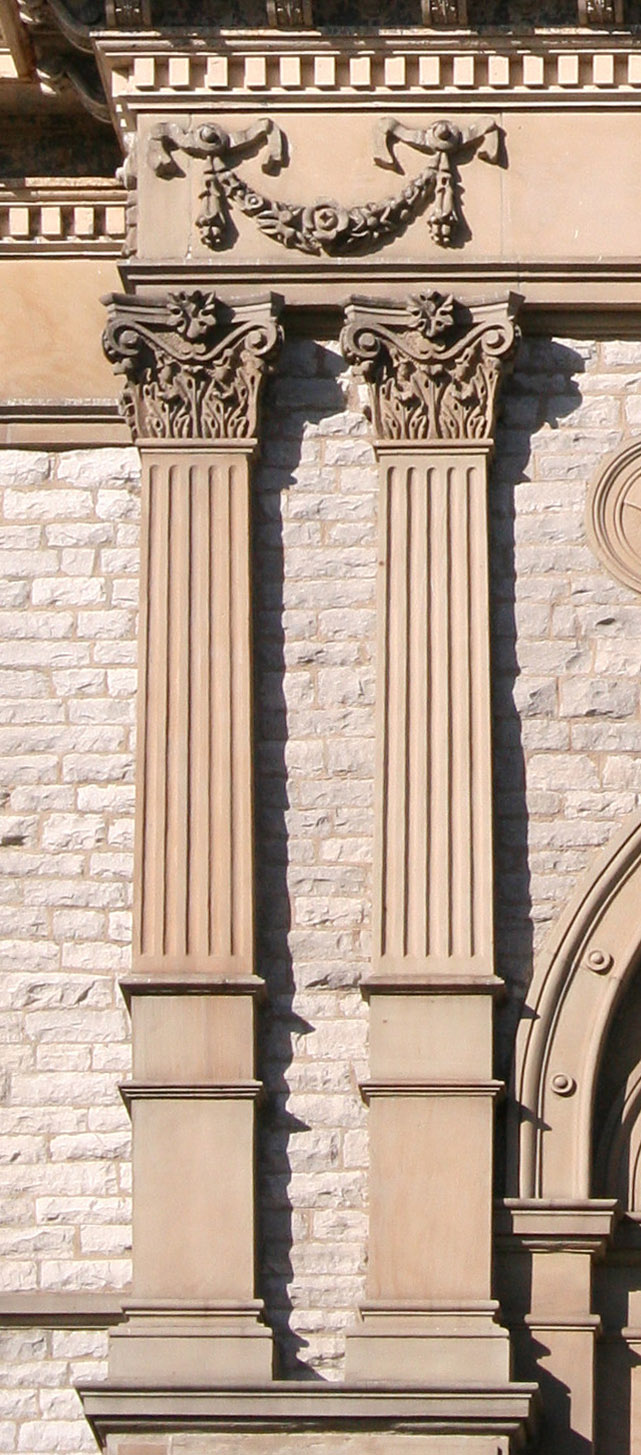
Пілястри

Піля́стра, також піля́стр або піля́стер (фр. pilastre) — плаский вертикальний прямокутний у плані виступ на поверхні стіни або стовпа. Зовні має ознаки колони — базу, тіло, але без ентазису (потовщення всередині), капітель.
Може мати як конструктивну, так і декоративну функції, наприклад, для підсилення або членування стіни, обрамлення прорізів. Іноді пілястри використовували в каркасній архітектурі. Тоді проміжки в каркасі з пілястр заповнювали якимось будівельним матеріалом. Найчастіше пілястри використовували в декоративній ролі для оздоблення і ритмічного членування порожнього тла стіни, фасаду, дзвіниці тощо.
Менші вимоги, ніж до колони, давали змогу архітекторам надзвичайно урізноманітнювати оздоби пілястр — від простого шліфування до викладення діамантовим рустом.

## Визначення
Обговорюючи використання пілястр Леоном Баттістою Альберті, які Алберті повторно ввів в архітектуру стін, Рудольф Віттковер писав; «Пілястра — це послідовне перетворення колони для прикраси стіни. Її можна визначити як сплющену колону, яка втратила свою тривимірну й тактильну цінність».
Буває пілястра з капітелем й антаблементом, також у барельєфі або приплюснута до стіни. Як правило, пілястра часто повторює всі частини та пропорції колони ордера. Однак, на відміну від нього, пілястра зазвичай позбавлена ентазису.
Пілястри часто розміщують по боках дверної рами або віконного отвору на фасаді будівлі. Іноді вони поєднуються з колонами або стовпами, встановленими безпосереньо перед ними на деякій відстані від стіни, які підтримують конструкцію даху зверху, наприклад портик. Ці вертикальні елементи можна використовувати для підтримки вбудованого архівольта навколо дверного отвору. Пілястру можна замінити орнаментальними кронштейнами, що підтримують антаблемент або балкон над проходом.
Коли пілястра знаходиться на кутовому перетині двох стін, її називають кантоном.
Як і колона, пілястра може мати гладку або рифлену поверхню. Вона також може бути представлена у вигляді численних архітектурних стилів. В епоху Ренесансу та Бароко архітектори використовували різноманітні форми пілястр.
У гігантському ордері пілястри мають висоту в два поверхи та з’єднують обидва яруси в одне ціле.
Мода на використання цього елемента була запозичена італійським ренесансом із грецької та римської архітектури.
Пілястру часто називають недекоративним несучим архітектурним елементом в некласичній архітектурі, де конструктивне навантаження повинна нести стіна або колона поруч із нею.

## Зразки пілястр

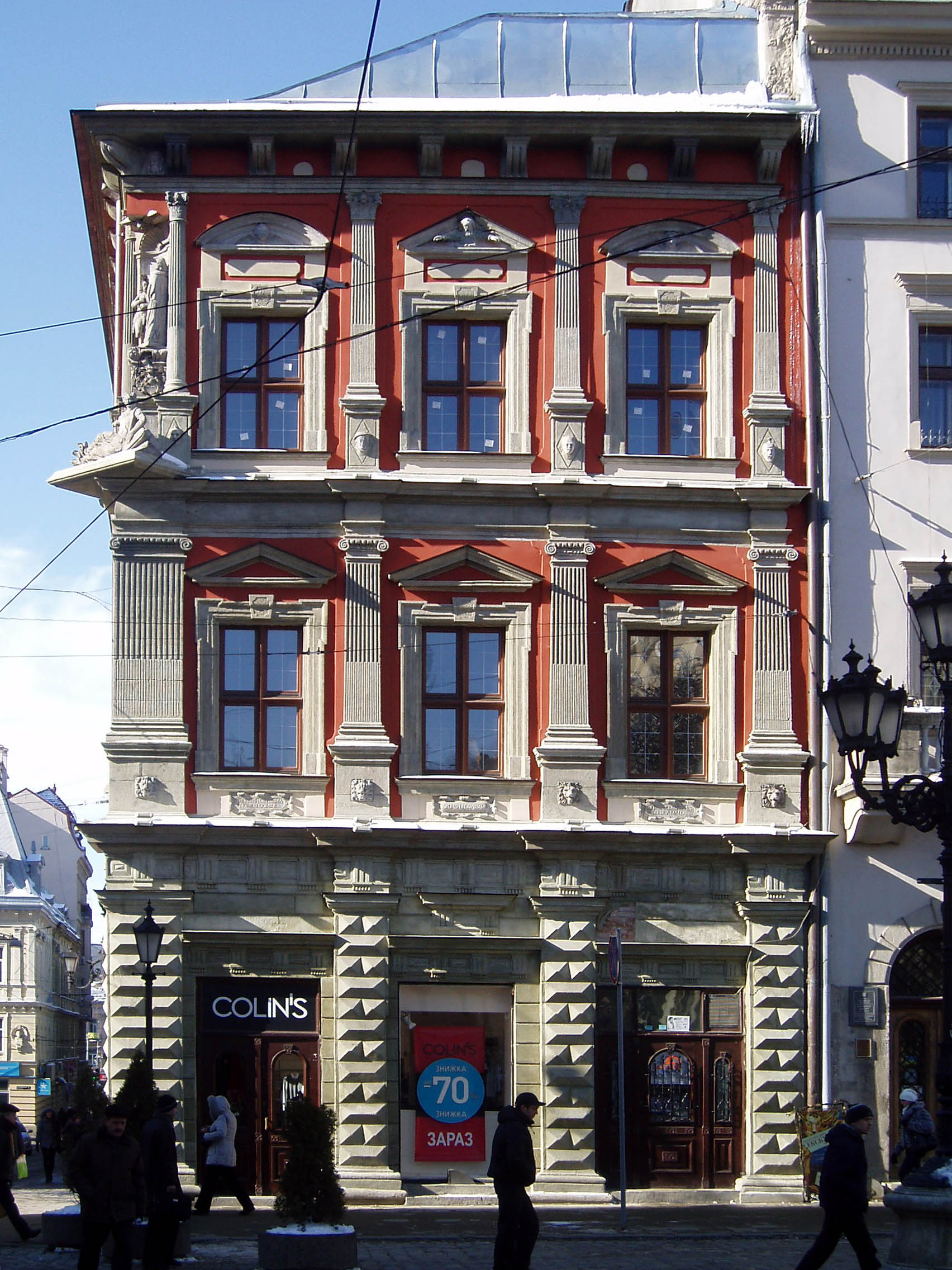
Львів, площа Ринок, пілястри на будинку № 23
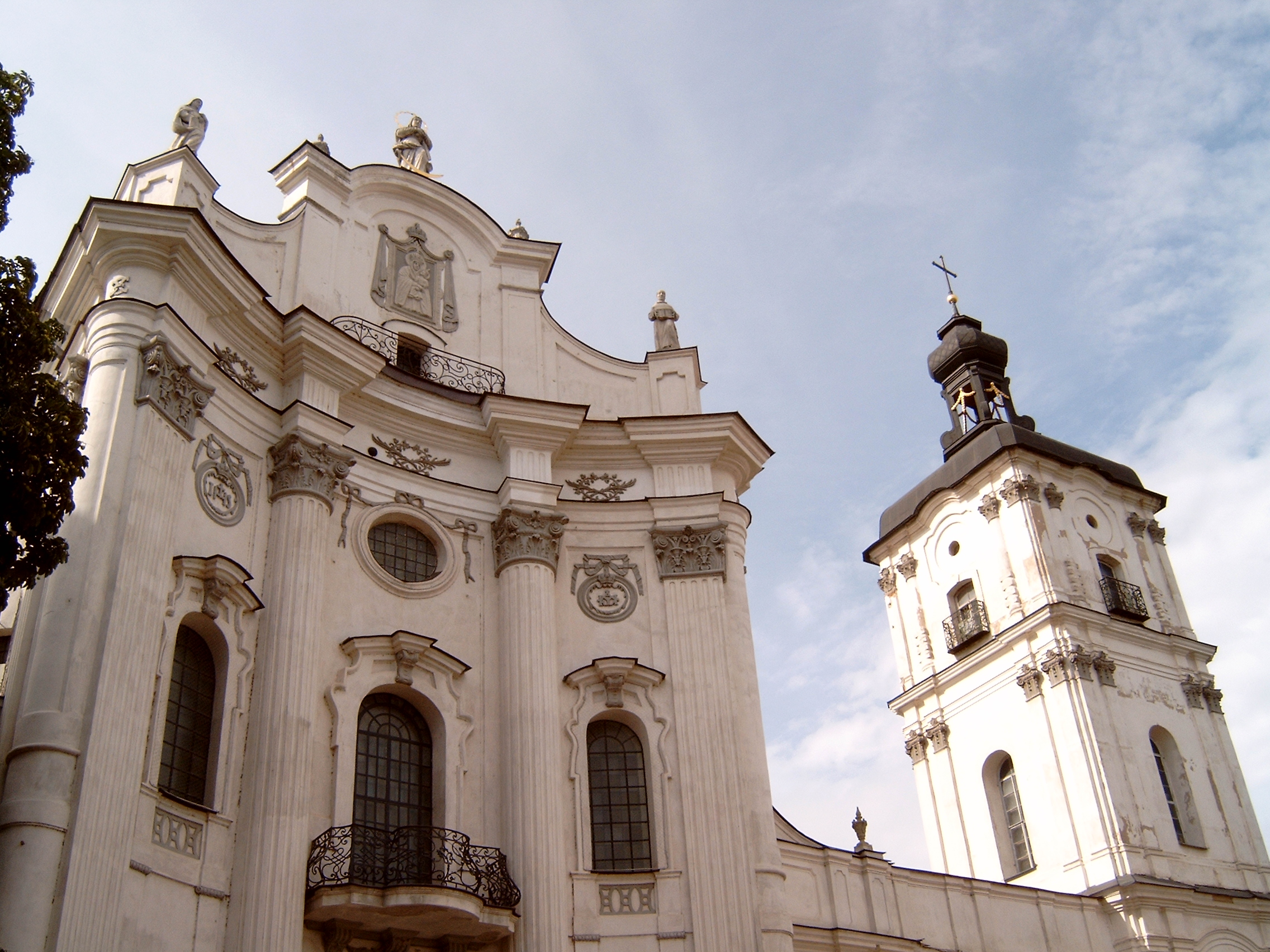
Пілястри на фасаді Марійського костелу, Бердичів
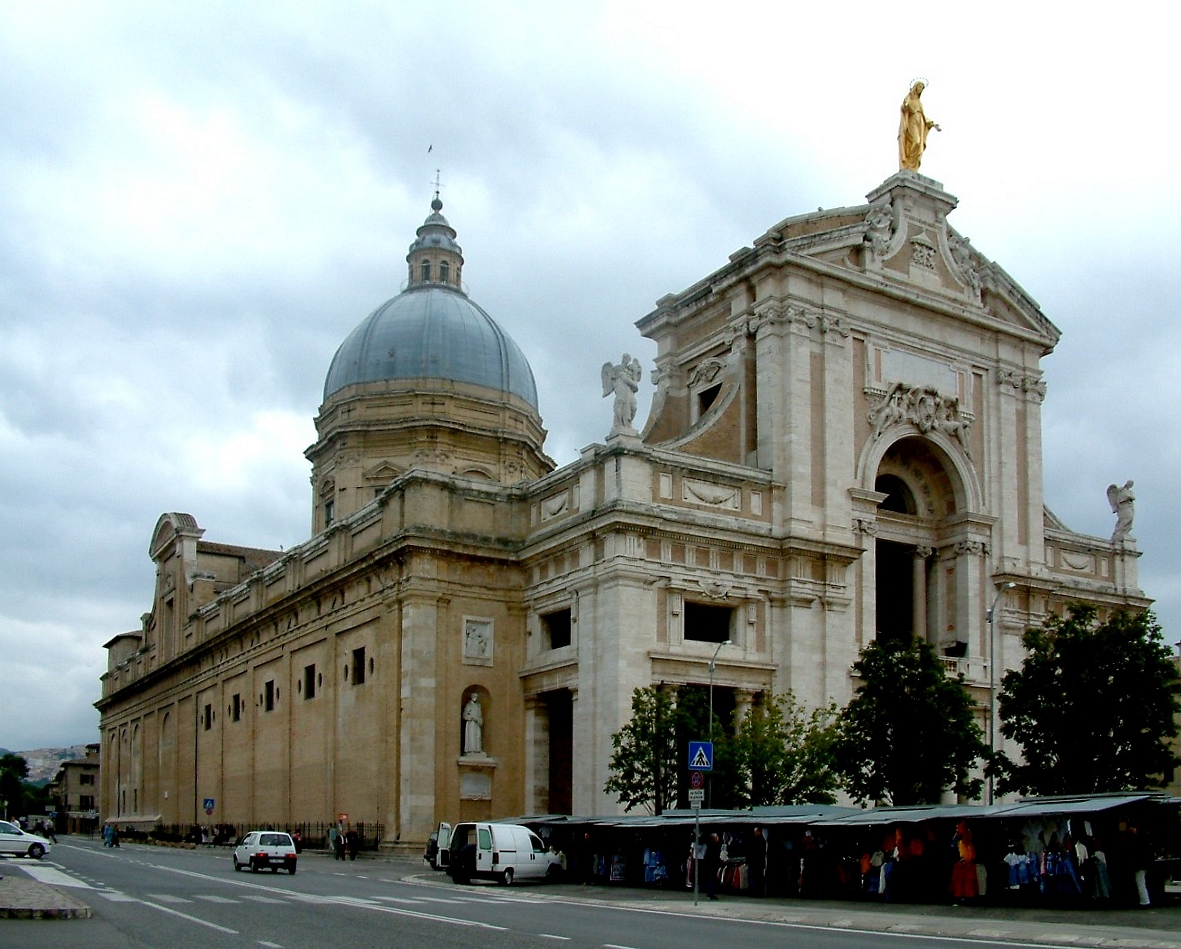
Пілястри на церкві Санта Марія дельї Анжелі, Ассізі
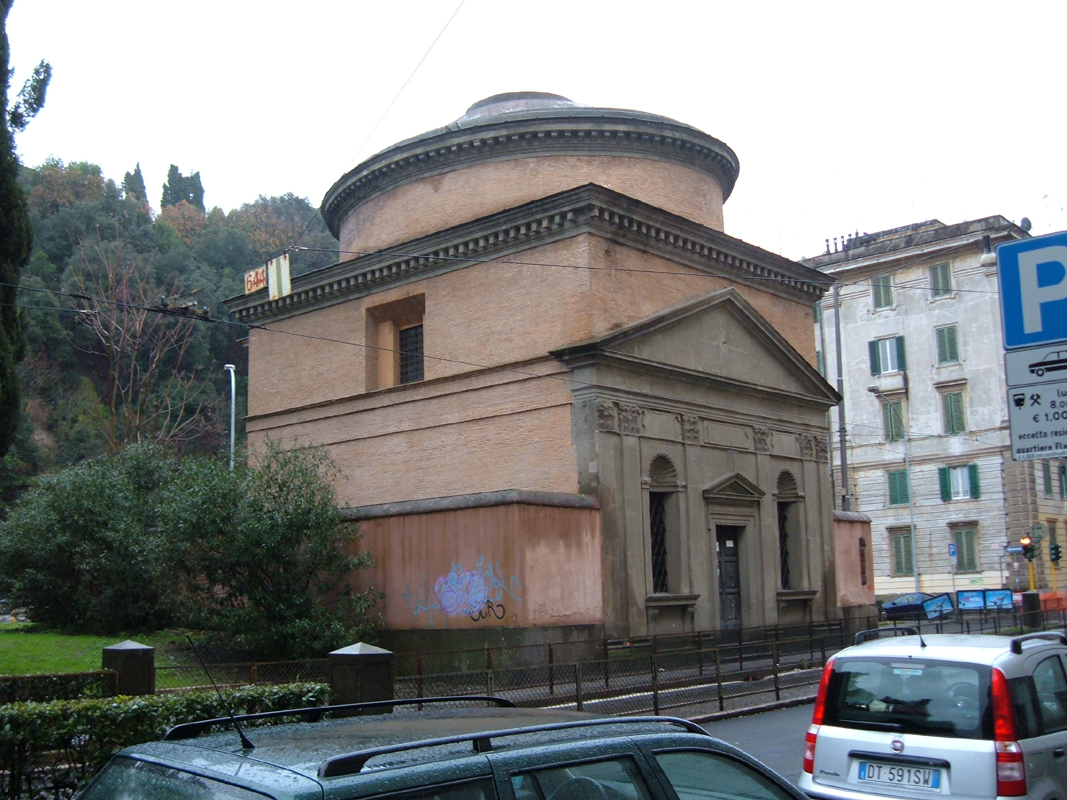
Пілястри церкви Сант Андреа, Рим
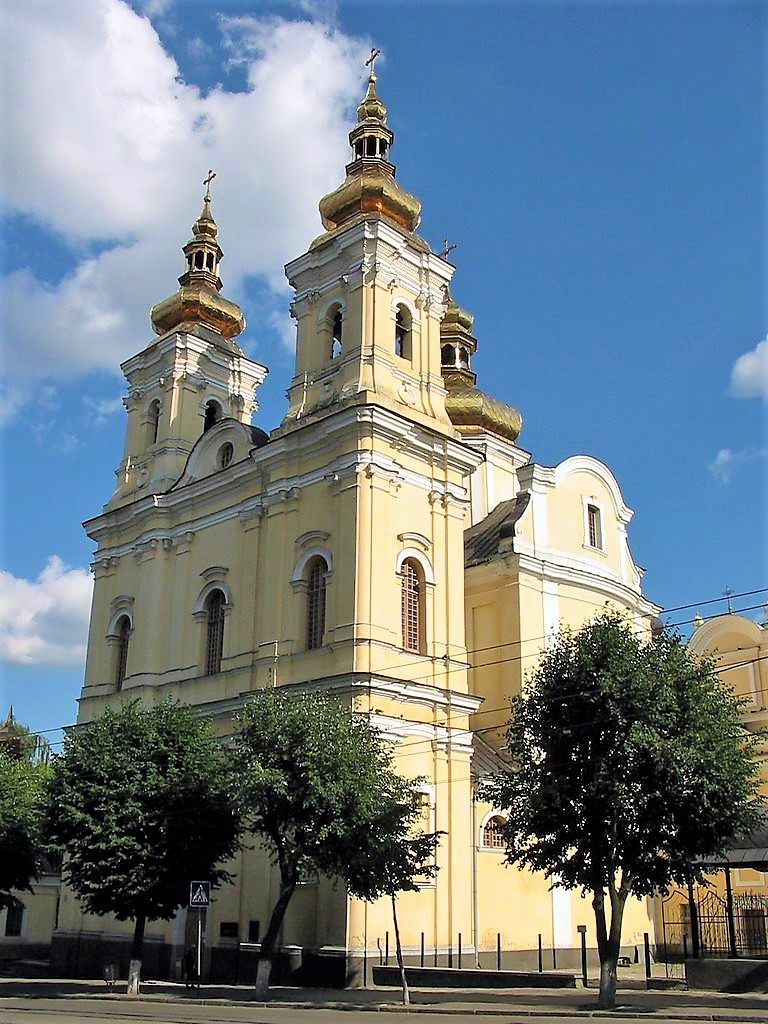
Пілястри костелу домініканів (арх. Паоло Фонтана), Вінниця